# Chironius foveatus
Chironius foveatus là một loài rắn trong họ Rắn nước. Loài này được Bailey mô tả khoa học đầu tiên năm 1955.